# Yves Rocher (Unternehmer)
Yves Rocher (* 7. April 1930 in La Gacilly; † 26. Dezember 2009 in Paris) war ein französischer Industrieller im Bereich der Kosmetik.

## Leben
Im Alter von 14 Jahren, nach dem Tod seines Vaters, begann Yves Rocher, seiner Mutter in deren kleinem Textilhandel zur Hand zu gehen. Eine alte Heilerin vertraute ihm die Rezeptur für eine blutstillende Scharbockskraut-Salbe an. Rocher entschied sich, solche Salben handwerklich auf dem Dachboden des Hauses der Familie herzustellen und im Direktvertrieb damit zu handeln. Im Jahr 1958 gründete er daraus das nach ihm benannte Unternehmen Yves Rocher als Versandhandel. Das Kosmetikunternehmen wurde in den kommenden Jahrzehnten zu einer weltbekannten Marke. 1969 eröffnete Yves Rocher in Paris sein erstes Geschäft. Er setzte zeitlebens auf pflanzliche Zutaten und lehnte künstliche Inhaltsstoffe ab.
Rocher erhielt zahlreiche Auszeichnungen, darunter 1992 die Ernennung zum Offizier der Ehrenlegion und 2007 zum Kommandeur der Ehrenlegion. 2002 wurde ihm der sogenannte Hermelinorden verliehen – eine Ehrenauszeichnung, die jährlich vom Institut culturel de Bretagne an vier verdiente Persönlichkeiten vergeben wird.
Von 1962 bis 2008 war Rocher Bürgermeister seiner inzwischen durch das Unternehmen wohlhabenden Heimatgemeinde La Gacilly, ab 1982 für den Kanton La Gacilly Mitglied im Generalrat des Départements Morbihan und ab 1992 für den Kanton La Gacilly Mitglied im Regionalrat der Region Bretagne. Rochers jüngerer Sohn Jacques Rocher trat die Nachfolge seines Vaters an und ist seit 2008 Bürgermeister von La Gacilly.
1992 übergab Rocher die Leitung des Kosmetikunternehmens an seinen älteren Sohn Didier Rocher (1953–1994). Er kehrte jedoch drei Jahre später an die Konzernspitze zurück, nachdem Didier bei einem Waffenunfall an einem Schießstand ums Leben gekommen war. Seit 2007 führt Yves Rochers Enkel und Sohn von Didier Rocher, Bris Rocher (* 1978), die Geschäfte.
Yves Rocher verstarb am 26. Dezember 2009 im Alter von 79 Jahren, nachdem er zwei Wochen zuvor in Marrakesch einen Schlaganfall erlitten hatte.
Der französische Staatspräsident Nicolas Sarkozy würdigte Yves Rocher anlässlich seines Todestages als Erfinder der Kosmetik auf pflanzlicher Basis, als Pionier des Verkaufs auf dem Versandweg und als Politiker. Rocher habe es über 50 Jahre hinweg verstanden, „Schritt für Schritt eine Unternehmensgruppe im Dienste der Schönheit der Frau“ aufzubauen. Insbesondere lobte er auch seinen Einsatz für den Schutz der Umwelt, zu dessen Zweck der Industrielle die Stiftung „Yves Rocher – Institut de France“ gegründet hatte. Als sozial denkender Unternehmer habe er dauerhaft Arbeitsplätze geschaffen.

## Schriften
- 100 Pflanzen – 1000 Möglichkeiten. Gesund und schön mit Pflanzen. Andreas & Andreas (A und A), Salzburg 1982, ISBN 3-85012-226-3 (Originaltitel: Cent plantes – mille usages.).